# Виноградовка (Житомирская область)
Виноградовка (укр. Виноградівка) — село на Украине, основано в 1682 году, находится в Любарском районе Житомирской области.
Код КОАТУУ — 1823184302. Население по переписи 2001 года составляет 162 человека. Почтовый индекс — 13112. Телефонный код — 4147. Занимает площадь 7,818 км².

## История
В 1946 году указом ПВС УССР село Войтовцы переименовано в Виноградовку.

## Адрес местного совета
13112, Житомирская область, Любарский р-н, с. Меленцы, ул. Гагарина, 1